# Pere Ysern i Alié
Pere Ysern i Alié (Barcelona 1875-1946) va ser un pintor català.
Format a l'Acadèmia Borrell, va ampliar estudis a Roma i, durant aquesta estada, els seus companys li van enviar la insòlita revista manuscrita Il Tiberio (1896–98), conservada avui dia a la Biblioteca de Catalunya. Va anar a París entre el 1899 i el 1901 amb els seus amics, el pintor Marià Pidelaserra i Brias i l'escultor Emili Fontbona, que havien format part, com ell, del grup del Rovell de l'Ou. Allà va descobrir l'Impressionisme. D'aquella època queden extraordinaris paisatges urbans de París, alguns dels quals són al MNAC. Ja de retorn, va exposar individualment a la Sala Parés de Barcelona. Aviat va tornar a París, on va residir la major part de la seva vida, a part de les estades estivals que feia periòdicament a Pollença, on també va pintar paisatges mallorquins i es trobava amb el seu amic Hermen Anglada Camarasa. A França van esdevenir molt populars els seus temes de ball, tant clàssic com gitano.

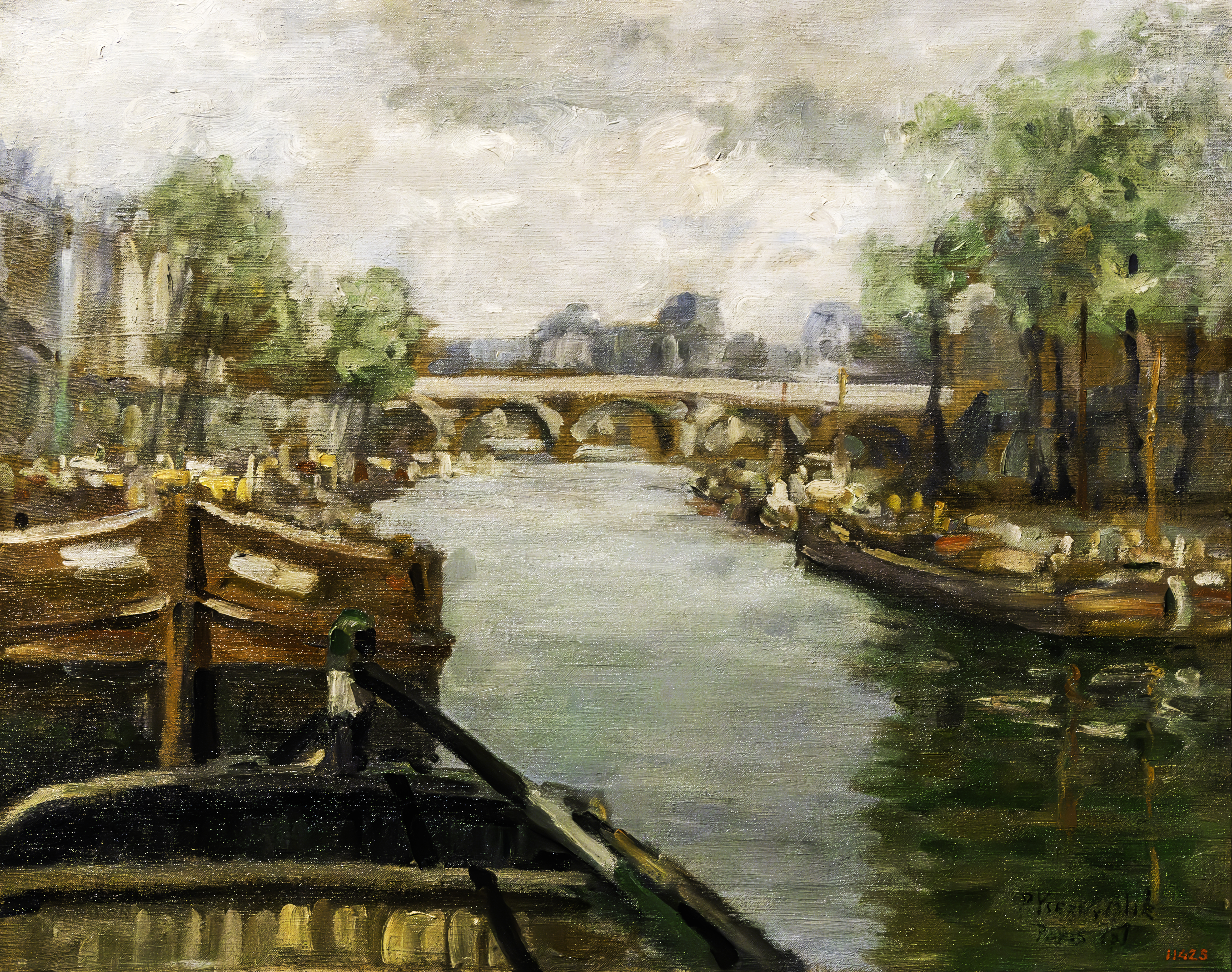
El Sena - Museu Nacional d'Art de Catalunya